# Sharp Dressed Man
''Sharp Dressed Man'' é um single da banda de rock americana ZZ Top. A canção foi produzida pelo empresário da banda Bill Ham, e gravada e mixada por Terry Manning. O engenheiro de gravação de pré-produção Linden Hudson esteve muito envolvido nos estágios iniciais da produção desta canção.

## Composição
O solo de guitarra na música foi escolhido pela Guitar World como o número 43 em sua lista de 2009 dos 50 melhores solos de guitarra.

## Desempenho nas tabelas musicais
| Tabelas Musicais (1983–1985)          | Posição |
| ------------------------------------- | ------- |
| Australian Kent Music Report          | 66      |
| Belgian VRT Top 30                    | 15      |
| Dutch Singles Chart                   | 9       |
| Irish Singles Chart                   | 8       |
| U.K. Singles Chart                    | 22      |
| U.S. Billboard Hot 100                | 56      |
| U.S. Billboard Mainstream Rock Tracks | 8       |